# NGC 2621
إن جي سي 2621 التي يرمز لها بالرمز NGC 2621، هي مجرة، في كوكبة السرطان.

## الاكتشاف
اكتشفت في 29 مارس 1865، بواسطة ألبرت مارث.